# Krzyżowa (Chochołowe Skały)
Krzyżowa – skała w grupie Chochołowych Skał w Dolinie Szklarki na Wyżynie Olkuskiej, we wsi Szklary w województwie małopolskim, w powiecie krakowskim, w gminie Jerzmanowice-Przeginia.
Szczyty Chochołowych Skał widoczne są ponad lasem z drogi prowadzącej przez Szklary. Krzyżowa znajduje się w środkowej części skalnej grupy i jest łatwo rozpoznawalna dzięki zamontowanemu na jej szczycie krzyżowi. Zbudowana ze skalistych wapieni skała ma wysokość do 18 m. Znajduje się w lesie i uprawiana jest na niej wspinaczka skalna. Wspinacze poprowadzili na Krzyżowej 12 dróg wspinaczkowych o trudności od III do VI- w skali polskiej. Większość dróg jest obita ringami i ma stanowiska zjazdowe. Drogi wspinaczkowe o wystawie wschodniej i południowo-wschodniej.
Krzyżowa I
1. Stara droga; V-, 18 m
2. W krzyżu siła; VI, 18 m

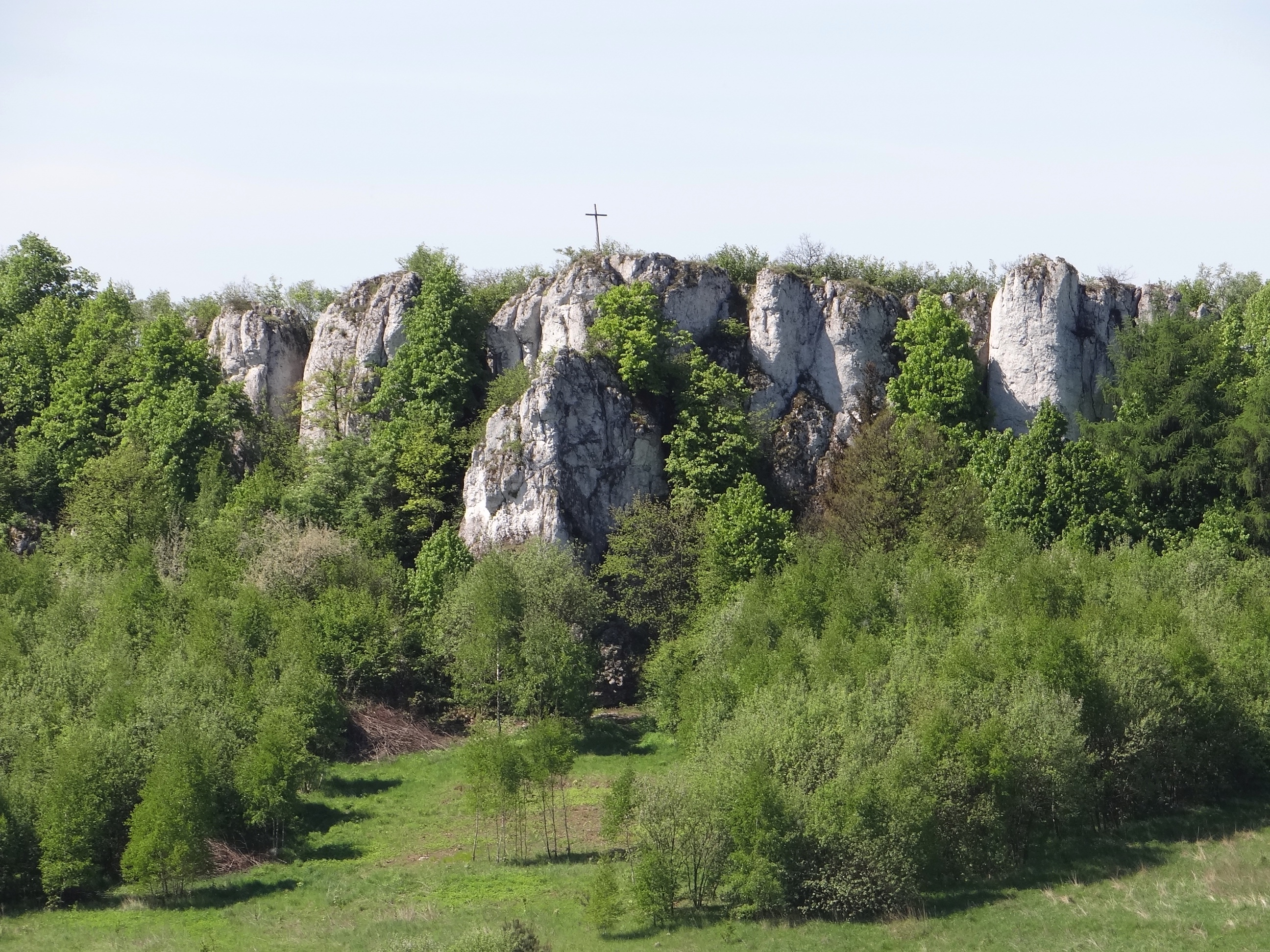
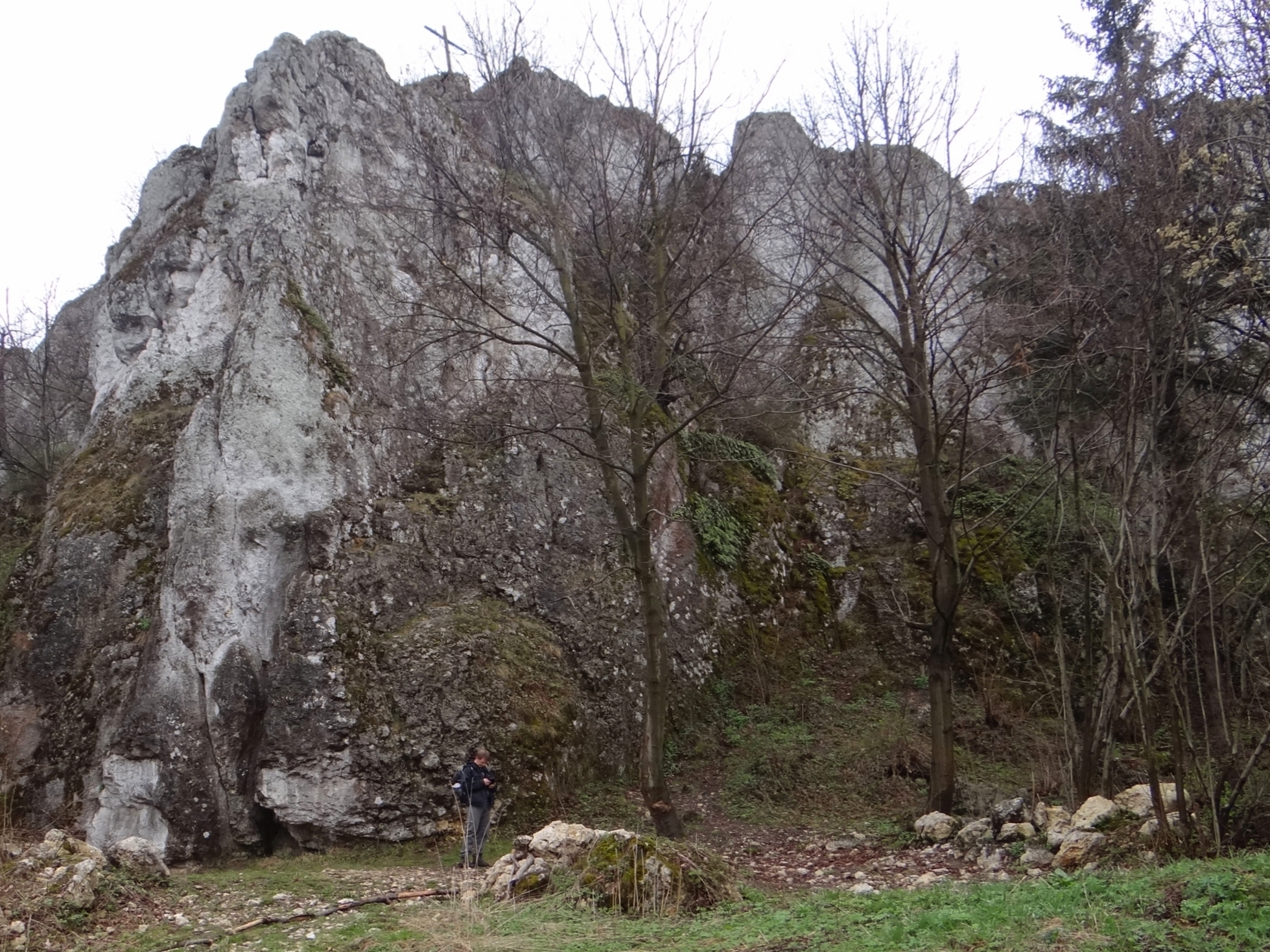
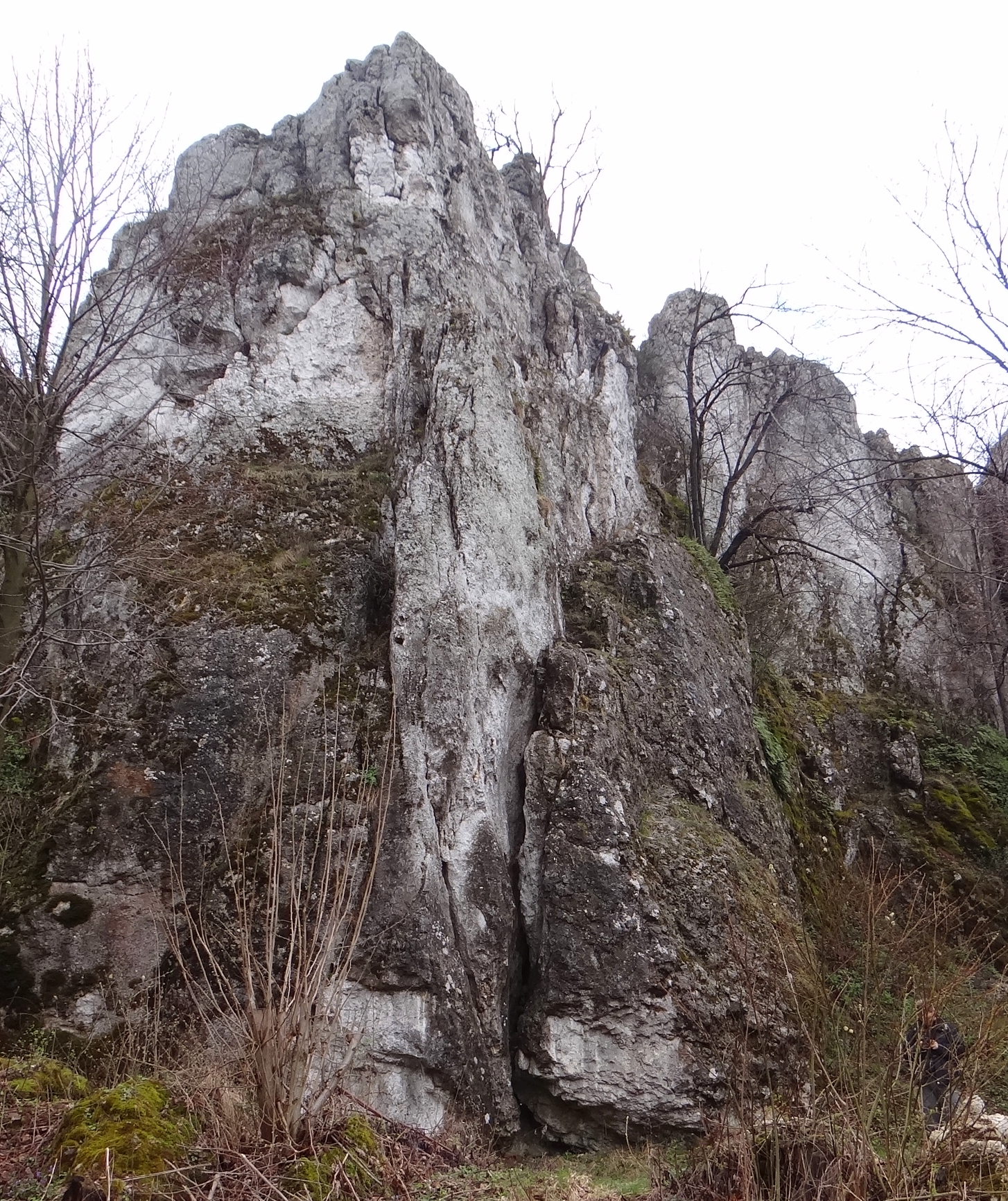
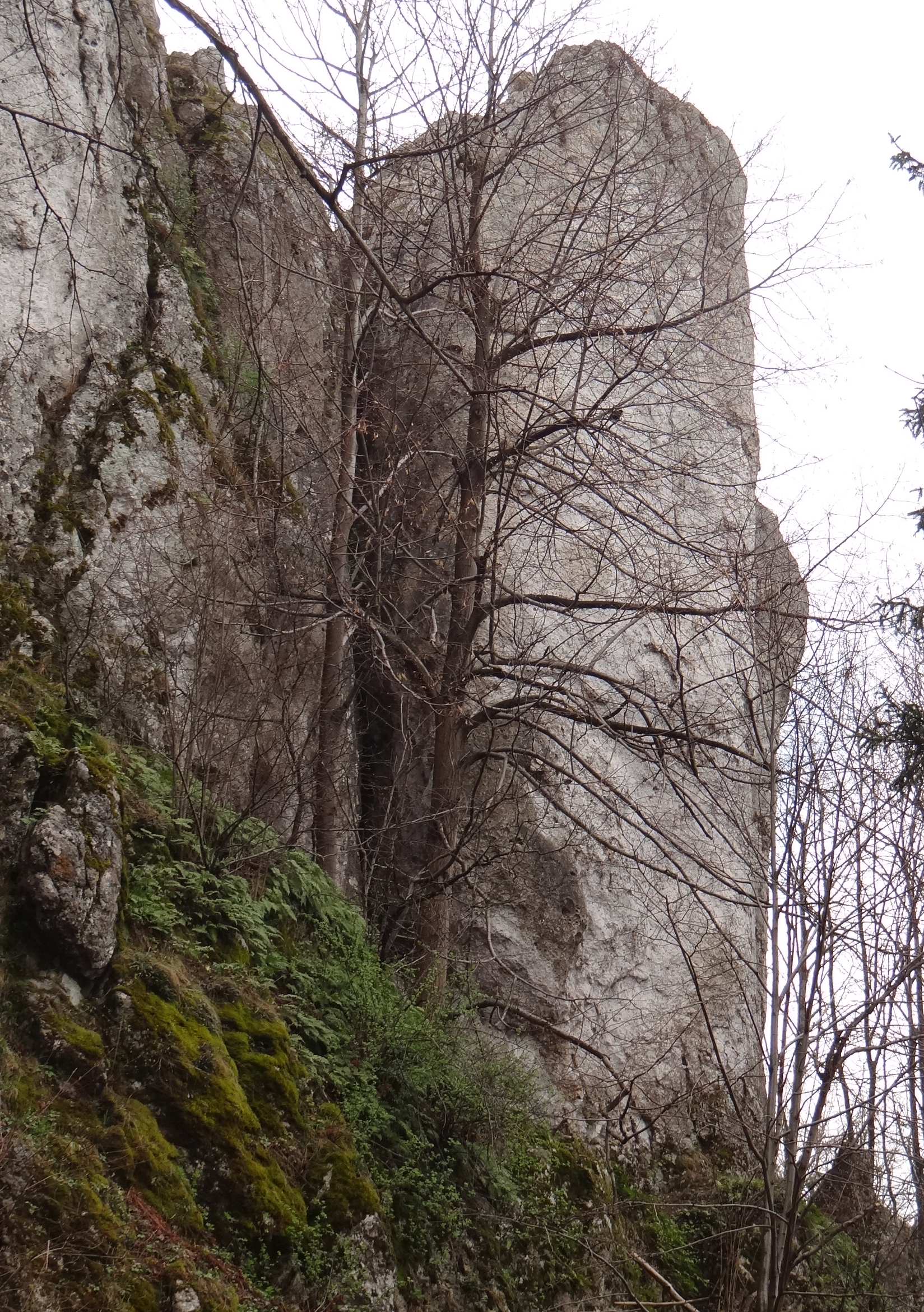
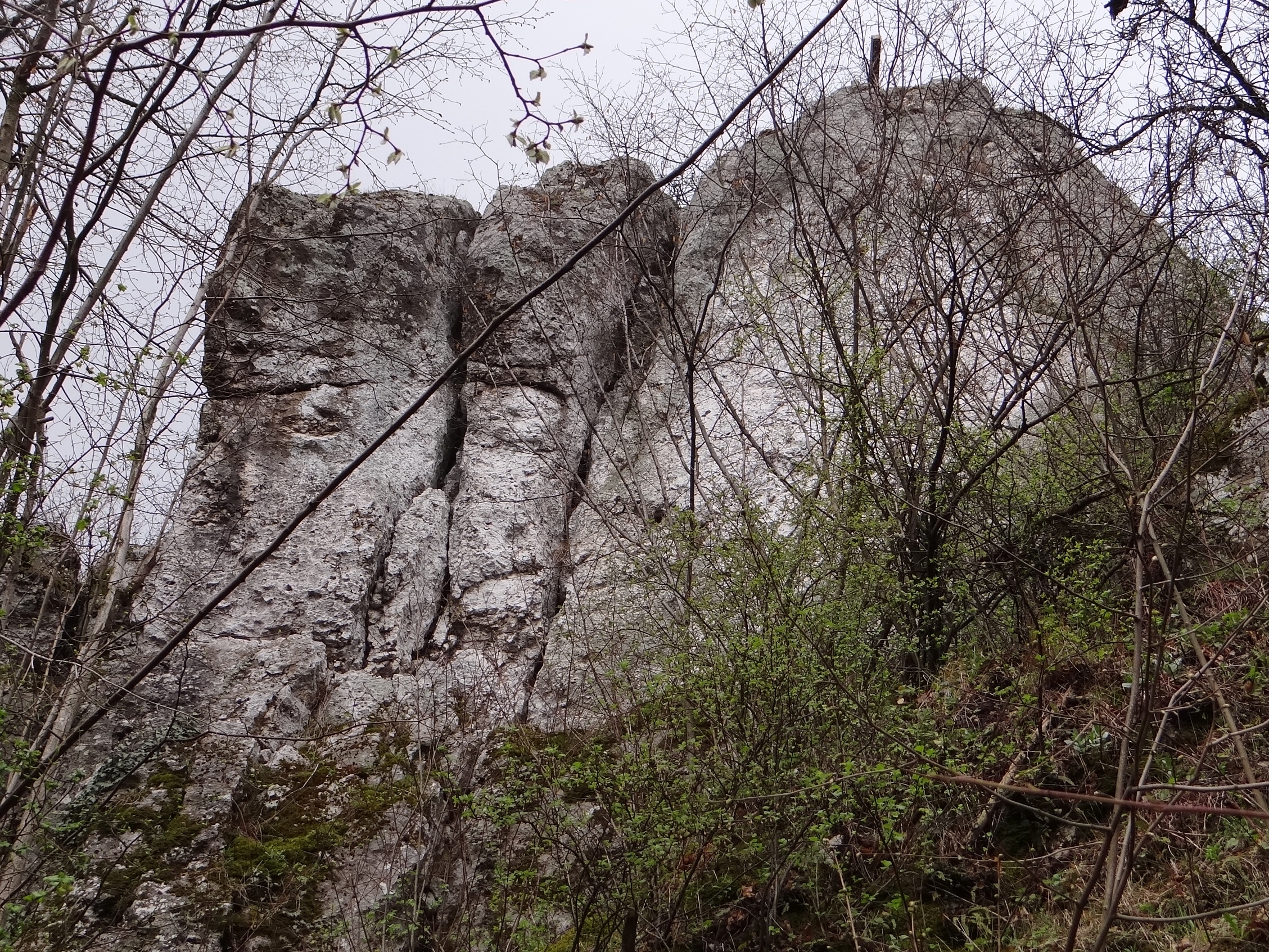

3. Lewa droga krzyżowa; 2r + 2h + st, IV, 18 m

Krzyżowa II
1. Lewa droga krzyżowa; 2r + 2h + st, IV. 18 m
2. Prawa droga krzyżowa; 5r + st, III+, 17 m
3. Kikut; 4r + st, IV, 16 m
4. Panelik; 4r + st, IV, 16 m
5. Droga wolnych skojarzeń; 5r + st, V, 16 m

Krzyżowa III
1. Lewy chochoł; 4r + 1h + 1p + st, V, 18 m
2. Zakątek; 3r + 2h + st, IV+, 18 m
3. Prawy chochoł; 4r + 1h + st, VI, 18 m
4. Wariant prawego chochoła; 4r + 1h + st, VI-, 18 m[3].